# ميت حمل
قرية ميت حمل هي إحدى القرى التابعة لمركز بلبيس في محافظة الشرقية في جمهورية مصر العربية. حسب إحصاءات سنة 2006، بلغ إجمالي السكان في ميت حمل 16326 نسمة، منهم 8405 رجل و7921 امرأة.

## التاريخ
قرية ميت حمل من القرى القديمة، حيث وردت باسم «منية حمل» في أعمال الشرقية ضمن قرى الروك الصلاحي التي أحصاها ابن مماتي في كتاب قوانين الدواوين، كما وردت باسم «منية حمل» في أعمال الشرقية ضمن قرى الروك الناصري التي أحصاها ابن الجيعان في كتاب «التحفة السنية بأسماء البلاد المصرية». وفي العصر العثماني ورد اسم «منية حمل» في التربيع العثماني الذي أجراه الوالي العثماني سليمان باشا الخادم في عصر السلطان العثماني سليمان القانوني ضمن قرى ولاية الشرقية، وفي تاريخ 1228هـ/1813م الذي عدّ قرى مصر بعد المسح الذي قام به محمد علي باشا باسم «ميت حمل» ضمن قرى مديرية الشرقية. ويُذكر أن ابن مماتي وابن الجيعان ذكرا منية حمل مجموعة مع منية حبيب مما يدلل على أنهما كانتا قرية واحدة في زمن الأرواك الصلاحي والحسامي والناصري، قبل أن يفصل بينهما التربيع العثماني.